# Robert Vischer
 (décembre 2017).
Si vous disposez d'ouvrages ou d'articles de référence ou si vous connaissez des sites web de qualité traitant du thème abordé ici, merci de compléter l'article en donnant les références utiles à sa vérifiabilité et en les liant à la section « Notes et références ».
Robert Vischer (né le 22 février 1847 à Tübingen et mort le 25 mars 1933 à Vienne) est un philosophe allemand, inventeur du terme « Einfühlung » (sympathie esthétique, terme traduit plus tard par « empathie »), lequel sera ensuite consacré par Theodor Lipps, philosophe admiré par Freud

## Usage du terme «Einfühlung» par Vischer
Vischer a, le premier, postulé la distinction entre « Verstehen » (compassion) et « Einfühlung » (empathie) dans sa thèse de doctorat en 1873 intitulée Sur le sens optique de la forme : une contribution à l'esthétique. Ce fut la première mention du terme « Einfühlung » sous cette forme. Son père, Friedrich Theodor Vischer, plus célèbre, avait employé ce terme à l'occasion d'une exploration de l'idéalisme par rapport à la forme architecturale, et les concepts connexes étaient déjà certainement implicites. En effet, l'expression « Sich einfühlen » (empathiser) avait déjà été utilisée par Herder au XVIIIe siècle. Néanmoins, l'expérience de pensée de Robert Vischer fut la première discussion significative du concept d'empathie sous ce nom précis.